# Natação nos Jogos Europeus de 2015 - 400 m medley masculino
A competição dos 400 metros medley masculino foi um dos eventos da natação nos Jogos Europeus de 2015, em Baku, no Azerbaijão. Foi disputada no Centro Aquático de Baku no dia 27 de junho.

## Calendário
Horário de verão do Azerbaijão (UTC+5).
| Data        | Horário | Fase         |
| ----------- | ------- | ------------ |
| 27 de junho | 09:52   | Eliminatória |
| 27 de junho | 17:43   | Final        |

## Medalhistas
| Ouro   | RUS Nikolay Sokolov |
| Prata  | RUS Igor Balyberdin |
| Bronze | POL Karol Zbutowicz |

## Recordes
Antes desta competição, os recordes mundiais e dos jogos europeus dessa prova eram os seguintes:
| Tipo                       | Atleta             | Tempo   | Local  | Data                 |
| -------------------------- | ------------------ | ------- | ------ | -------------------- |
|                            | USA Michael Phelps | 4m03s84 | Pequim | 10 de agosto de 2008 |
| Recorde dos Jogos Europeus | Não estabelecido   | –       |        |                      |

Os seguintes recordes mundiais ou dos jogos europeus foram estabelecidos durante esta competição:
| Data        | Evento | Nome            | Nacionalidade | Tempo   | Notas                      |
| ----------- | ------ | --------------- | ------------- | ------- | -------------------------- |
| 27 de junho | Final  | Nikolay Sokolov | Rússia        | 4:19.44 | Recorde dos Jogos Europeus |

## Resultados

### Eliminatórias
A eliminatória foi realizada no dia 27 de junho.
| Pos. | Bateria | Raia | Nadador                  | Nacionalidade    | Tempo   | Notas |
| ---- | ------- | ---- | ------------------------ | ---------------- | ------- | ----- |
| 1    | 5       | 3    | Nikolay Sokolov          | RUS Rússia       | 4:24.22 | Q,    |
| 2    | 4       | 3    | Igor Balyberdin          | RUS Rússia       | 4:24.53 | Q     |
| 3    | 4       | 4    | Karol Zbutowicz          | POL Polônia      | 4:24.72 | Q     |
| 4    | 4       | 6    | Tobias Niestroy          | GER Alemanha     | 4:24.81 | Q     |
| 5    | 4       | 5    | Paul Hentschel           | GER Alemanha     | 4:24.89 | Q     |
| 6    | 3       | 5    | Marek Osina              | CZE Chéquia      | 4:25.59 | Q     |
| 7    | 5       | 6    | Dániel Sós               | HUN Hungria      | 4:25.67 | Q     |
| 8    | 4       | 8    | Athanasios Kynigakis     | GRE Grécia       | 4:25.78 | Q     |
| 9    | 5       | 2    | Joe Litchfield           | GBR Grã-Bretanha | 4:26.08 |       |
| 10   | 4       | 7    | Thomas Dal               | BEL Bélgica      | 4:26.67 |       |
| 11   | 5       | 7    | Sebastian Steffan        | AUT Áustria      | 4:27.05 |       |
| 12   | 2       | 4    | Erge Gezmis              | TUR Turquia      | 4:27.64 |       |
| 13   | 3       | 7    | João Vital               | POR Portugal     | 4:27.84 |       |
| 14   | 3       | 2    | Batuhan Hakan            | TUR Turquia      | 4:28.54 |       |
| 15   | 5       | 5    | Nicolas D'Oriano         | FRA França       | 4:28.71 |       |
| 16   | 4       | 2    | Lorenzo Glessi           | ITA Itália       | 4:28.93 |       |
| 17   | 3       | 1    | Samet Alkan              | TUR Turquia      | 4:29.33 |       |
| 18   | 5       | 9    | Martyn Walton            | GBR Grã-Bretanha | 4:29.59 |       |
| 19   | 5       | 8    | Luke Greenbank           | GBR Grã-Bretanha | 4:29.87 |       |
| 20   | 5       | 1    | Jacques Läuffer          | SUI Suíça        | 4:30.11 |       |
| 21   | 3       | 4    | Matteo Bertoldi          | ITA Itália       | 4:30.35 |       |
| 22   | 4       | 0    | Théo Berry               | FRA França       | 4:30.60 |       |
| 23   | 2       | 3    | Máté Kutasi              | HUN Hungria      | 4:31.23 |       |
| 24   | 5       | 0    | Henning Mühlleitner      | GER Alemanha     | 4:31.73 |       |
| 25   | 2       | 7    | Patryk Adamczyk          | POL Polônia      | 4:31.88 |       |
| 26   | 5       | 4    | Joan Casanovas           | ESP Espanha      | 4:32.15 |       |
| 27   | 3       | 8    | Pavel Bashura            | BLR Bielorrússia | 4:32.44 |       |
| 28   | 2       | 9    | Wojciech Ulatowski       | POL Polônia      | 4:33.57 |       |
| 29   | 4       | 1    | Jarvis Parkinson         | GBR Grã-Bretanha | 4:33.77 |       |
| 30   | 3       | 0    | Andrew Moore             | IRL Irlanda      | 4:34.29 |       |
| 31   | 2       | 6    | James Brown              | IRL Irlanda      | 4:34.33 |       |
| 32   | 1       | 7    | Konstantinos Meretsolias | GRE Grécia       | 4:35.82 |       |
| 33   | 2       | 5    | Benjamin Doyle           | IRL Irlanda      | 4:36.40 |       |
| 34   | 1       | 6    | Kyriacos Papa-Adams      | CYP Chipre       | 4:36.98 |       |
| 35   | 3       | 3    | Oskar Ericsson           | SWE Suécia       | 4:37.71 |       |
| 36   | 1       | 2    | Silver Hein              | EST Estônia      | 4:37.83 |       |
| 37   | 3       | 6    | Logan Vanhuys            | BEL Bélgica      | 4:39.56 |       |
| 38   | 2       | 2    | Tomer Drori              | ISR Israel       | 4:41.01 |       |
| 39   | 1       | 4    | Blaž Demšar              | SLO Eslovênia    | 4:42.68 |       |
| 40   | 2       | 8    | Bogdan Petre             | ROU Romênia      | 4:42.80 |       |
| 41   | 2       | 0    | Kaloyan Nikolov          | BUL Bulgária     | 4:42.88 |       |
| 42   | 3       | 9    | Denys Martynyuk          | UKR Ucrânia      | 4:43.43 |       |
| 43   | 2       | 1    | Dawid Pietrzak           | POL Polônia      | 4:43.86 |       |
| 44   | 1       | 5    | Igor Proskura            | UKR Ucrânia      | 4:45.30 |       |
| 45   | 1       | 3    | Ivan Adamovych           | UKR Ucrânia      | 4:47.45 |       |
| 46   | 4       | 9    | Giacomo Carini           | ITA Itália       | DNS     |       |

### Final
A final foi realizada no dia 27 de junho.
| Pos.              | Raia | Nadador              | Nacionalidade | Tempo   | Notas                      |
| ----------------- | ---- | -------------------- | ------------- | ------- | -------------------------- |
| Medalha de ouro   | 4    | Nikolay Sokolov      | RUS Rússia    | 4:19.44 | Recorde dos Jogos Europeus |
| Medalha de prata  | 5    | Igor Balyberdin      | RUS Rússia    | 4:20.80 |                            |
| Medalha de bronze | 3    | Karol Zbutowicz      | POL Polônia   | 4:22.22 |                            |
| 4                 | 1    | Dániel Sós           | HUN Hungria   | 4:22.23 |                            |
| 5                 | 8    | Athanasios Kynigakis | GRE Grécia    | 4:25.21 |                            |
| 6                 | 2    | Paul Hentschel       | GER Alemanha  | 4:25.24 |                            |
| 7                 | 6    | Tobias Niestroy      | GER Alemanha  | 4:25.26 |                            |
| 8                 | 7    | Marek Osina          | CZE Chéquia   | 4:25.50 |                            |

Legenda
| Recorde mundial            | Recorde mundial (World record)                     |                       | Recorde africano                      | Recorde africano (African) |                                           | Q | Classificado por posição (Qualified) |
| Recorde dos Jogos Europeus | Recorde dos Jogos Europeus (European Games record) | Recorde da América    | Recorde da América (Americas)         | q                          | Classificado por melhor tempo (Qualified) |   |                                      |
| Melhor marca do ano        | Melhor marca do ano (World leading)                | Recorde asiático      | Recorde asiático (Asian)              | DNS                        | Não largou (Did not start)                |   |                                      |
| Recorde nacional           | Recorde nacional (National record)                 | Recorde europeu       | Recorde europeu (European)            | DNF                        | Não terminou (Did not finish)             |   |                                      |
| Recorde pessoal            | Recorde pessoal do atleta (Personal best)          | Recorde da Oceania    | Recorde da Oceania (Oceania)          | DSQ / DQ                   | Desclassificado (Disqualified)            |   |                                      |
| Recorde da temporada       | Recorde da temporada do atleta (Season best)       | Recorde sul-americano | Recorde sul-americano (South America) | NM                         | Sem marca (No mark)                       |   |                                      |